# Firmin Abauzit
Firmin Abauzit (ur. 12 listopada 1679 w Uzès, zm. 20 marca 1767 w Genewie) – francuski uczony zajmujący się m.in. fizyką, teologią i filozofią, genewski bibliotekarz, nazywany był „mędrcem z Genewy”.
Pod jego wpływem Newton zmienił zdanie w sprawie datowania zaćmienia Słońca obserwowanego przez Talesa z Miletu. 

## Życiorys
Firmin Abauzit urodził się 12 listopada 1679 roku w Uzès w Langwedocji w rodzinie hugenotów  Jeana i Anne Deville'ów . Jako półsierota w wieku 10 lat został odebrany matce przez biskupa Uzès i umieszczony w szkole katolickiej . W 1689 roku został uwolniony przez matkę, która wysłała go do dziadka ze strony ojca mieszkającego w Genewie , by uniknąć przymusowej konwersji na katolicyzm po uchyleniu edyktu nantejskiego .
Studiował na uniwersytecie genewskim, a w 1698 roku wyjechał do Holandii . Tam poznał francuskich teologów braci Henriego (1657–1710) i Jacques'a Basnage’ów (1653–1723), filozofa Pierre'a Bayle'a (1647–1706) i teologa Pierre's Jurieu (1637–1713) . Następnie udał się do Anglii, gdzie poznał francuskiego filozofa Saint-Evremonda (1613–1703) i angielskiego fizyka Isaaca Newtona (1642–1727) . Odrzucił propozycję pracy dla króla Wilhelma III i wrócił do Genewy . Odrzucił również stanowisko profesora na uniwersytecie genewskim. . W 1727 został uhonorowany obywatelstwem Genewy i w tym samym roku przyjął w Genewie posadę honorowego bibliotekarza.
Abauzit był uczonym uniwersalnym, zajmował się starożytnymi językami, historią starożytności (w tym archeologią, numizmatyką, epigrafiką) oraz historią współczesną, geografią, matematyką, naukami przyrodniczymi, fizyką, astronomią, literatura, filozofią i teologią . Abauzit krytykował różne teorie grawitacji . Korespondował z wieloma uczonymi, w tym z Newtonem. Pod jego wpływem Newton zmienił zdanie na temat zaćmienia Słońca obserwowanego przez Talesa z Miletu i skorygował jego datowanie. Newton uważał Abauzita za kompetentnego w rozstrzyganiu jego sporu z niemieckim matematykiem Gottfriedem Leibnitzem (1646–1716) o to, kto jest twórcą rachunku różniczkowego – Abauzit wskazywał na Newtona.
Abauzit niewiele publikował . W 1726 roku współtłumaczył Nowy Testament na język francuski . Na zlecenie Diderota (1713–1784) napisał hasło do jego Encyclopédie – „Apokalipsa” . Autor traktatu Sur la connaissance du Christ et sur l'honneur qui lui est dû . Nazywany był „mędrcem z Genewy” (fr. le sage de Genève) .
Zmarł 20 marca 1767 roku w Genewie .

## Publikacje
Wybór prac podany za Słownikiem historii Szwajcarii :
- Œuvres de feu M. A., 1770
- Œuvres diverses de M. A., 1773

## Upamiętnienie
W 1991 roku jedna z ulic Genewy została nazwana na jego cześć – Rue Firmin-ABAUZIT.